# 布鲁斯·弗劳尔斯
布鲁斯·道格拉斯·弗劳尔斯（英語：Bruce Douglas Flowers，1957年6月13日—），美国NBA联盟前职业篮球运动员。他在1979年的NBA选秀中第2轮第4顺位被克里夫兰骑士选中。